# Juan Carlos Araya
Juan Carlos Araya Díaz (Coquimbo, Chile, 29 de agosto de 1994) es un futbolista chileno. Juega de mediocampista.

## Clubes
| Club               | País  | Año       |
| ------------------ | ----- | --------- |
| Cobreloa           | Chile | 2013-2014 |
| Deportes Melipilla | Chile | 2014-2015 |
| Cobreloa           | Chile | 2015-2018 |
| Colchagua CD       | Chile | 2019      |